# Leptoptilos patagonicus
Leptoptilos patagonicus är en utdöd fågel i familjen storkar inom ordningen storkfåglar. Den beskrevs 2008 utifrån fossila lämningar från sen miocen funna i Argentina.